# 塚原葦穂
塚原 葦穂（つかはら あしほ、1888年（明治21年） - 1965年（昭和40年））は、日本の政治家、教育者。長野県諏訪市長。

## 来歴
長野県諏訪郡豊平村（現茅野市）生まれ。旧制諏訪中学（長野県諏訪清陵高等学校）を経て、長野師範学校卒業。諏訪郡高島小学校訓導、同郡宮川小学校長、上高井郡視学、長野県視学を経て、1933年（昭和8年）高島小学校長兼高島裁縫専修学校長となる。また諏訪教育会長として二・四事件の事後処理に奔走した。また郷土史研究に力を入れ、『諏訪史』の編集刊行に尽力し、1937年（昭和12年）第2巻後編の刊行代表者を務めた。また同年から『諏訪史料叢書』の刊行に当たった。
1947年（昭和22年）4月に施行された初の公選による諏訪市長選挙で当選し、1951年（昭和26年）4月まで1期務めた。戦後の財政難の下で民主化政策に力を入れ、農林課・商工課・企画調査室・水道温泉課・福祉事務所等の設置や、教育費の増額を図った。その他、長野県人事委員会委員、諏訪市社会福祉協議会長、UNESCO諏訪市部長などを歴任した。